# Shatha Hassoun
Shada Amjad Hassoun Alshamery (do Árabe شذى أمجد حسون الشمري‎) (Casablanca, Marrocos em 3 de março de 1981) mais conhecida como Shatha Hassoun (do Árabe شذى حسون) é uma cantora de ascendência árabe tanto iraquiana e marroquina, que ganhou fama como o vencedor da 4 ª temporada show de talentos da televisão pan-árabe Star Academy Arab World. Ela foi a primeira mulher a ganhar a competição. Ela é atualmente um dos cantores mais populares, tanto no Oriente Médio e região do Magrebe, e é referido como a "filha da Mesopotâmia".

## Prêmios
- 2007 Murex D'or Award - Best Uprising Artist (held in Casino du Liban)
- 2008 DG Festival Award - Best Rising Female Singer
- 2008 Art Festival Award- Best Rising Female Singer
- 2009 Murex D'or Award

## Discografia

### Singles
| Title                          | Year Release      |
| ------------------------------ | ----------------- |
| "Smallah Smallah"/"Ebin Bladi" | 2007              |
| "ROUH"                         | 2007              |
| "Eshaq"                        | 2008              |
| "Aleik As'al"                  | 2008 (commercial) |
| "Allela 7elowa"                | 2008              |
| "Mza'elni"                     | 2009              |
| "Law Alf Marra"                | 2009              |
| "Ba3 7waya"                    | 2010              |
| "Wa'ed Argoob"                 | 2010              |
| "Shofi baink o baina"          | 2010              |
| "Alsaa'aa"                     | 2010              |
| "Sha3lha"                      | 2011              |

### Primeiro Álbum ( Wajh Thani )
| Title                  | Year Release |
| ---------------------- | ------------ |
| "Mo Kader"             | 2012         |
| "Mno el Ma3nda Madi"   | 2012         |
| "Alaa eldeen"          | 2012         |
| " Ya 3ma"              | 2012         |
| "khaloh"               | 2012         |
| "khalk hn"             | 2012         |
| "T3al A5tobni"         | 2012         |
| "Ma Abeek"             | 2012         |
| " Tsadg wala matsadeg" | 2012         |
| "Wajh Thani"           | 2012         |
| "Sha3lha"              | 2012         |
| " Al Kalam el Jare7"   | 2012         |

## Filmografia

### Televisão
- Rasael Men Ragol Mayet (Letters from a dead man) - 2008